# Бракулино (Смоленская область)
Бракулино — деревня в Ярцевском районе Смоленской области России. Входит в состав Львовского сельского поселения. По состоянию на 2007 год постоянного населения не имеет. 
Расположена в северной части области в 32 км к северу от Ярцева, в 32 км севернее автодороги М1 «Беларусь», на берегу реки Вотря. В 33 км южнее деревни расположена железнодорожная станция Милохово на линии Москва — Минск. 

## История
Упоминается в 1669 году как деревня в Смоленском воеводстве Великого Княжества Литовского. В годы Великой Отечественной войны деревня была оккупирована гитлеровскими войсками в июле 1941 года, освобождена в сентябре 1943 года.